# Cladonia fleigiae
Cladonia fleigiae Ahti & S. Stenroos (2002), è una specie di lichene appartenente al genere Cladonia,  dell'ordine Lecanorales.
Il nome proprio deriva dalla dottoressa Mariana Fleig, che nei laboratori di Porto Alegre, insieme ai lichenologi Ahti e Stenroos, ha distinto la specie.

## Caratteristiche fisiche
Abbastanza cospicua come specie in quanto forma cuscinetti biancastri piuttosto evidenti. Può essere confusa con C. obscurata, che è però di colore più scuro per un maggiore annerimento delle parti basali e una parete del podezio molto più sottile in quanto lo stereoma è meno sviluppato.
Il tallo primario non è stato rilevato. I podezi sono eretti poggianti su un cuscinetto basale largo 10-15 centimetri; sono di colore verde-biancastro, non annerenti alla base; l'altezza varia da 3 a 6 centimetri e lo spessore da 0,8 a 1,5 millimetri, di colore marrone alle estremità. Nella parte estremale si ramificano indifferentemente in modo dicotomico, tricotomico o tetracotomico; hanno gli assili perforati, col margine delle perforazioni incurvato. La superficie del podezio è opaca, tomentosa, di colore bianco-pruinoso verso le punte, di forma regolare e maculate.
I conidiomi sono sulle punte apicali e frequentemente anche nei pressi delle punte; di forma conica, contengono gelatina rossa. I dischi imeniali sui rametti apicali sono di colore bruno; non sono stati rilevati nella forma matura. All'esame cromatografico sono state rilevate consistenti quantità di acido thamnolico e tracce di acido decarbossithamnolico.
Il fotobionte è principalmente un'alga verde delle Trentepohlia.

## Habitat
Si trova sui pendii costantemente bagnati da acque di infiltrazione. In colonie sparse si trova fra i muschi del genere Sphagnum. L'altitudine massima raggiunta è di 1400 metri sul livello del mare.

## Località di ritrovamento
La specie è stata rinvenuta nelle seguenti località:
- Brasile (Parque Natural de Carraça, nei pressi di Gruta de Lourdes, Minas Gerais)

## Tassonomia
Questa specie dalla maggior parte dei lichenologi viene attribuita alla sezione Unciales; alcuni, (Stenroos e altri), ritengono che costituisca una sezione a parte, detta Divaricatae, a causa di un aspetto spinoso che condivide anche con C. albofuscescens, C. consimilis, C. divaricata, C. minarum, C. steyermarkii e C. variegata; 
a tutto il 2008 non sono state identificate forme, sottospecie e varietà.